# Konference ve Wannsee

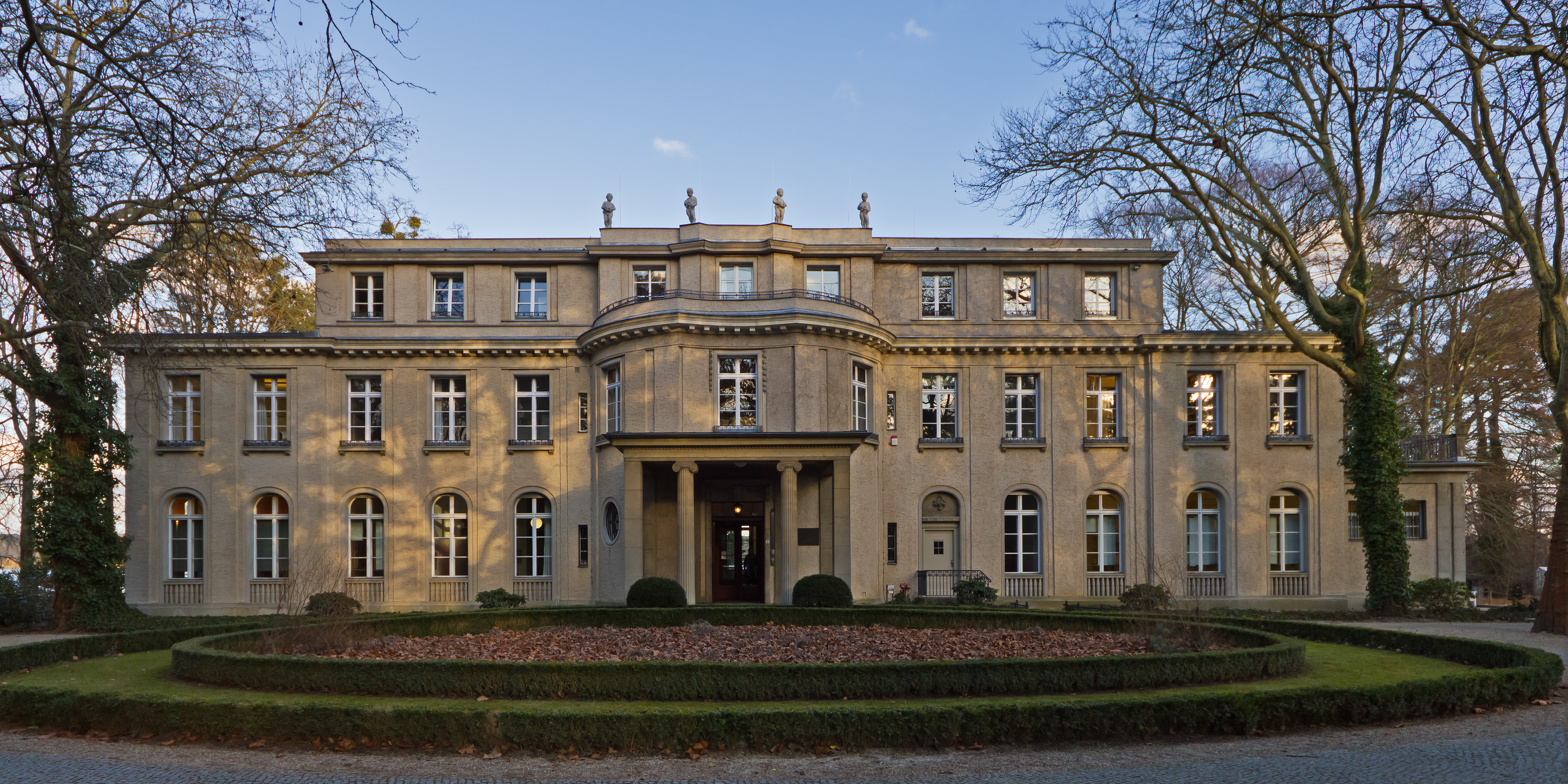
Vila ve Wannsee, kde se konference konala

Konference ve Wannsee je označení pro setkání vysokých představitelů nacistického Německa, které se konalo v úterý 20. ledna 1942 v zámečku na břehu jezera Wannsee poblíž Berlína. Jediným bodem jednání byla koordinace konečného řešení židovské otázky, tedy postup při likvidaci Židů v Evropě.
Schůze byla přísně tajná, ale po válce byla v roce 1947 americkými vyšetřovateli nalezena v jednom z říšských ministerstev jediná kopie zápisků pořízených na konferenci říšským sekretářem Martinem Lutherem. Tyto poznámky jsou jediným důkazem o konání, průběhu i závěrech konference.

## Účastníci schůze
Celá schůze trvala asi 90 minut a účastnilo se jí 15 osob:
- SS-Obergruppenführer Reinhard Heydrich – šéf RSHA (Hlavní úřad říšské bezpečnosti) a zastupující říšský protektor Protektorátu Čechy a Morava, z pověření vůdce Adolfa Hitlera konferenci předsedal
- státní tajemník Dr. Wilhelm Stuckart – tajemník Říšského ministerstva vnitra
- státní tajemník Dr. Erich Neumann – tajemník Úřadu zplnomocněnce za čtyřletý plán
- státní tajemník Dr. Roland Freisler – tajemník Říšského ministerstva spravedlnosti
- státní tajemník Dr. Josef Bühler – tajemník Úřadu Generálního gouvernementu v Krakově
- státní podtajemník Martin Luther – podtajemník Ministerstva zahraničí
- Oberführer Dr. Gerhard Klopfer – tajemník stranické kanceláře NSDAP
- Ministerský ředitel Dr. Friedrich Wilhelm Kritzinger – tajemník Říšského kancléřství
- SS-Gruppenführer Otto Hofmann – šéf Hlavního rasového a osidlovacího úřadu SS (RuSHA)
- SS-Gruppenführer Heinrich Müller – šéf gestapa, Hlavní úřad říšské bezpečnosti (RSHA)
- SS-Obersturmbannführer Adolf Eichmann – ředitel Hlavního úřadu říšské bezpečnosti (RSHA)
- SS-Oberführer Dr. Eberhard Schöngarth – velitel Bezpečnostní policie a Bezpečnostní služby (SD) v Krakově
- SS-Sturmbannführer Dr. Rudolf Lange – velitel Bezpečnostní policie a Bezpečnostní služby (SD) pro Lotyšsko
- Dr. Alfred Meyer – tajemník Říšského ministerstva pro okupovaná východní území
- Dr. Georg Leibbrandt – tajemník Říšského ministerstva pro okupovaná východní území

## Odraz v kultuře
Nepočítáme-li dokumentární filmy, byly události konference třikrát zfilmovány jako hraný film. Poprvé v roce 1984 v německo-rakouské koprodukci pod názvem Die Wannseekonferenz (režie Heinz Schirk). V roce 2001 byl v produkci HBO podle zápisků Martina Luthera natočen film s názvem Conspiracy, v české verzi se film jmenuje Konference ve Wannsee, jenž je koncipován jako rekonstrukce událostí skutečné konference. Třetí hraný film s názvem Die Wannseekonferenz, produkovaný německou televizí ZDF, měl premiéru 20. ledna 2022. Česká televize jej uvedla pod názvem Konference poprvé 16. 6. 2023.
Od roku 2008 uvádí Činnoherní studio Ústí nad Labem, vždy na výročí konference, inscenaci Konference ve Wannsee (režie Filip Nuckolls, dramaturgie Vladimír Čepek). V rolích hlavních aktérů se objevují například Jan Jankovský (Reinhard Heydrich), Kryštof Rímský (Adolf Eichmann), či Jiří Maryško (Martin Luther).
Informace o konferenci ve Wannsee hrají klíčovou úlohu v románu Roberta Harrise Otčina (vydán 1992, česky 2012), který se odehrává v 60. letech 20. století v alternativní historii, v níž Německo zvítězilo ve druhé světové válce.